# Grupo Boavida
Grupo Boavida to angolski konglomerat biznesowy założony 8 grudnia 1996 r. przez Mariusza Dowbora. Grupa z siedzibą w Luandzie rozpoczęła swoją działalność w sektorze inżynieryjnym i budowlanym, a następnie rozszerzyła ją na sektor nieruchomości średniej i wysokiej klasy, przemysł rolny i zarządzanie projektami. Od 2014 r. firmą kierują Tomasz Dowbor i Wojciech Dowbor, synowie założyciela, którzy są odpowiedzialni za wielkoskalowe projekty mieszkaniowe i komercyjne, takie jak Urbanização Boa Vida i Cidade Boa Vida. W 2018 roku Grupa zdobyła nagrodę Prémios Sírius, przyznawaną przez Deloitte, w kategorii Najlepsza Firma Eksportowa w Angoli.

## Historia
Grupa Boavida powstała wraz z utworzeniem Poltec Investimentos, założonej przez inżyniera Mariusza Dowbora. Mariusz Dowbor urodził się 8 grudnia 1937 roku w Warszawie, w Polsce. Uczęszczał do Lycée Pasteur (Neuilly-sur-Seine) w Paryżu, a następnie ukończył studia licencjackie i magisterskie z inżynierii chemicznej na Politechnice Warszawskiej w 1969 roku.
W 1977 roku wziął udział w projekcie współpracy wojskowej pomiędzy Polską Rzeczą Ludową a Ludową Republiką Angoli, przyczyniając się do powstania Stowarzyszenia Przyjaźni Polsko–Angolskiej we współpracy z członkami Ruchu Ludowego na rzecz Wyzwolenia Angoli (MPLA). W 1996 roku założył wraz z synami Grupę Boavida. Firma rozpoczęła działalność w sektorze inżynieryjnym i budowlanym, realizując projekty na dużą skalę w całym kraju.
W 2014 r., pod kierownictwem Tomasza Dowbora i Wojciecha Dowbora, Poltec Investimentos rozpoczął budowę Urbanização Boa Vida, projektu nieruchomościowego mającego na celu stworzenie infrastruktury mieszkaniowej w Luandzie.
W 2016 r. firma zdywersyfikowała swoją działalność, poszerzając ją o sektor rolno-przemysłowy, aby zmniejszyć swoją zależność od importowanej żywności. Wraz z rozwojem swojej działalności, Poltec Investimentos zmienił nazwę na Grupo Boavida, działającą obecnie jako konglomerat.
W 2020 r., w obliczu kryzysu firmy spowodowanego dewaluacją kwanzy, Grupa rozpoczęła projekt Cidade Boa Vida, planowanego miasta z przestrzenią mieszkaniową, handlową, edukacyjną i stosowną infrastrukturą miejską.
Grupa Boavida prowadzi obecnie działalność w sektorach inżynieryjnym, budowlanym, stolarskim i rolnym na terenie Angoli. Firma zatrudnia specjalistów 8 narodowości, posługujących się 6 lokalnymi dialektami.

## Zarządzane przedsięwzięcia
Grupa realizuje projekty mieszkaniowe i komercyjne, w tym osiedla, takie jak Vereda das Flores, Real Park, Ville Vermont, Hipicus, Solida Plaza oraz Infinity I i II. Jej bieżące projekty obejmują Urbanização Boa Vida i Cidade Boa Vida.
Urbanização Boa Vida to inwestycja deweloperska zlokalizowana w Angoli, będąca częścią projektu Cidade Boa Vida. Obecnie zajmujące powierzchnię około 3,5 miliona metrów kwadratowych, kondominium obejmuje domy, obiekty miejskie i usługi. Projekt składa się z 5000 domów rozmieszczonych w 22 prywatnych kondominiach, z których 17 zostało już ukończonych. Urbanização Boa Vida składa się z domów posiadających od 3 do 5 sypialni.

## Marki Grupy Boavida
Grupa Boavida zarządza kilkoma spółkami zależnymi, które działają w różnych sektorach, w tym w budownictwie, dekoracji wnętrz, zarządzaniu rozwojem i przemyśle. Wśród nich, znajduje się Marcepol, która zajmuje się obróbką drewna i dostawą płyt meblowych; Gramapol, która zajmuje się obróbką kamienia ozdobnego; i Verenapol, zajmująca się administracją i zarządzaniem kondominiami mieszkalnymi, budynkami, centrami handlowymi i przemysłowymi, a także usługami takimi jak sprzątanie, ogrodnictwo i konserwacja techniczna. Inne spółki zależne to NOAH Constructions, SHAOLIN, Fiscalense (wykonuje prace infrastrukturalne) i Kimiame, dawniej Agripol, która koncentruje się na rolnictwie rodzinnym.

## Fundacja Mariusza Dowbora
Jest to instytucja solidarności społecznej non-profit założona przez przedsiębiorców Tomasza Dowbora i Wojciecha Dowbora na cześć ich ojca, Mariusza Dowbora. Fundacja prowadzi działalność w obszarze integracji, kultury i edukacji, koncentrując swoje działania na wspieraniu społeczności lokalnych.

### Wsparcie społeczne
Firma prowadzi inicjatywy wsparcia żywnościowego i szkolnego dla instytucji takich jak Lar Mamã Madalena w gminie Cazenga. Organizowała również imprezy charytatywne, takie jak przyjęcie bożonarodzeniowe dla dzieci w gminie Caxito w prowincji Bengo.